# جمال الدين القاسمي
جمال الدين بن محمد سعيد القاسمي (1283- 1332 هـ / 1866- 1914 م) أحد روَّاد النهضة العلمية الدينية الحديثة في بلاد الشام في العصر الحديث، وأحد رجال العلم الكبار من المسلمين في النصف الأول من القرن الرابع عشر الهجري، وصاحب المؤلفات النفيسة التي انتفع بها العلماء وطلاب العلم من المسلمين، ولا سيَّما تفسيره (محاسن التأويل)، وهو ناظم قصَّة كليلة ودمنة. والده الشيخ محمد سعيد القاسمي من شيوخ العلم بدمشق.

## نسبه
هو أبو الفرج، محمد جمال الدين بن محمد سعيد بن قاسم بن صالح بن إسماعيل بن أبي بكر القاسمي الكِيلاني الحسني الدمشقي. جمع شرف النسب من الطرفين، فهو من أحفاد الشيخ عبد القادر الجِيلاني من سلالة الحسن السبط، وهو سِبط السادة الدسوقية الحسينية من أحفاد شرف الدين موسى أخي إبراهيم الدسوقي. 

## سيرته العلمية
انتدبته الدولة السورية للتنقل بين بلدات وقرى سورية لإلقاء الدروس العامة وظل في عمله هذا أربع سنوات من 1308 هـ حتى 1312 هـ، بعدها قام بزيارة المدينة المنورة والمسجد الأقصى في القدس ومصر مرتين وغير ذلك من المدن السورية والبلدان العربية. ولدى عودته اتُّهم هو وعدداً من أصدقائه بتأسيس مذهب جديد في الدين، سموه المذهب الجمالي فاحتجز عام 1313 هـ وذلك في حادثة كبيرة سميت بحادثة المجتهدين. ثم أثبتت براءته.
تفرغ القاسمي للتأليف ولإقراء الدروس، فاعتكف في منزله للتصنيف وإلقاء الدروس الخاصة وتوجه إلى مسجده جامع السنانية في دمشق القديمة حيث أقام دروسه العامة، في التفسير وعلوم الشريعة الإسلامية والأدب. وهو المسجد الذي كان يؤمه والده وجده من قبله.

## شيوخه
تخرَّج بعدد كبير من شيوخ عصره من أشهرهم:
- والده الشيخ محمد سعيد بن قاسم بن صالح القاسمي
- الشيخ عبد الرحمن بن علي المصري
- الشيخ محمود القرصي
- الشيخ رشيد قزيها
- الشيخ أحمد الحلواني
- الشيخ محمود الحَمزاوي
- الشيخ طاهر الآمدي
- الشيخ سليم العطار
- الشيخ محمد الطنطاوي
- الشيخ بكري بن حامد العطار
- الشيخ حسن جُبَينة
- الشيخ محمد بن محمد الخاني
- الشيخ أحمد الشطي
- الشيخ مرتضى الحسني الجزائري
- الشيخ أحمد الحسني الجزائري
- الشيخ عبد الرزاق البَيطار
- الشيخ حسين الغزي
- الشيخ نعمان الألوسي البغدادي[3]

## تلاميذه
- الشيخ محمد بهجة البَيطار
- الشيخ حامد التقي
- الشيخ أحمد الجبَّان
- الشيخ أحمد القشلان
- الشيخ توفيق البزرة
- الشيخ عبد الفتاح الإمام
- الشيخ محمود العطار
- الشيخ رشيد بن محمد بن أحمد شُمَيس
- الأستاذ محب الدين الخطيب
- الأستاذ محمد البِزِم
- الأستاذ خير الدين الزِّرِكْلي
- الشيخ عبد العزيز السناني
- الشيخ محمد بن عبد العزيز بن مانع
- الشيخ عبد الجليل الدرَّا
- الشيخ مصطفى الغلاييني
- الشيخ سعيد العسلي الطرابلسي
- الشيخ السيد أحمد المكي الحنفي الأحمدي
- الشيخ المؤرخ عبد الحفيظ الفِهري الفاسي[4]

## مؤلفاته
قام العلامة جمال الدين القاسمي بنشر بحوث كثيرة في المجلات والصحف، وله مصنفات كثيرة تناول بها جوانب الدين كلها، من العقيدة والحديث والتفسير والفقه والتاريخ والفرق والأخلاق، تجاوز عدد مصنفاته المئة وعشرة مصنفات.
1. محاسن التأويل: 
 (اثنا عشر مجلداً في تفسير القرآن الكريم، مكث في كتابته كما قال الأستاذ نقولا زيادة خمسة عشر عاما، يأخذه في حله وتراحله حتى أنهاه ـ عليه الرحمة ـ ولم يكمل فيه مبحثين كذا قال الأستاذ محمد فؤاد عبد الباقي ـ عليهما الرحمة ـ وبالجملة كتابه هذا لم يكتب مثله ألبتة على الأرض في حسنه، وكان الأستاذ مصطفى الزرقا يقول: إن قراءة محاسن التأويل تحتاج إلى عمر بأكمله فكيف بمن ألفه ولم يبلغ الأربعين؟).
2. دلائل التوحيد
3. ديوان خطب
4. الفتوى في الإسلام
5. إرشاد الخلق إلى العمل بالبرق
6. شرح لقطة العجلان
7. كليلة ودمنة (من نظمه)
8. نقد النصائح الكافية
9. مذاهب الأعراب وفلاسفة الإسلام في الجن
10. موعظة المؤمنين اختصر به إحياء علوم الدين للغزالي
11. شرف الأسباط
12. تنبيه الطالب إلى معرفة الفرض والواجب
13. جوامع الآداب في أخلاق الأنجاب
14. إصلاح المساجد من البدع والعوائد
15. تعطير المَشام في مآثر دمشق الشام، أربع مجلدات، طبع بتحقيق الأستاذ محمد أديب الجادر
16. قواعد التحديث من فنون مصطلح الحديث
17. رساله في الشاي والقهوة والدخان
18. الفضل المبين على عقد الجوهر الثمين (شرح الأربعين العجلونية)
19. بيت القصيد في ترجمة الإمام الوالد السعيد، في ترجمة أبيه محمد سعيد القاسمي
20. المسح على الجوربين، قدم له أحمد محمد شاكر، حققه محمد ناصر الدين الألباني، صدر عن المكتب الإسلامي ببيروت.

## منهجه في التأليف
كان منهجه في التصنيف يغلب عليه الجمع والنقل، ولكن بأسلوب راقٍ ولغة سليمة وسبك مرصوص، بحيث تظهر النقول التي يجمعها وكأنها عِقد مصفوف متناسق. وكان منهجه في مصنفاته التوسع والموسوعية لا التخصص وهو سمة عصره فتناول كل أبواب الدين وعلومه، كما كان ظاهراً في كتبه كلها وخصوصا كتابه في مصطلح الحديث: قواعد التحديث، كان ظاهرا دعوته الإصلاحية التي قضى يدافع عنها وينشرها ويدعو إليها.

## دعوته الإصلاحية
تأثر القاسمي في دعوته بدعوة الشيخ محمد بن عبدالوهاب ورشيد رضا صديقه وخليله، فكان يدعو إلى التجديد في فهم الدين، وإلى إصلاح العبادات والمساجد من البدع، وكان يدعو إلى اتخاذ الإسلام منارة توحيد لكل المسلمين، بحيث لا يفرقهم خلاف عقدي أو فقهي، وكان يدعو إلى اتخاذ العربية لغة البلاد ويحارب عملية التتريك التي كانت في أواخر الخلافة العثمانية.
احتفظ القاسمي بشخصيته المسلمة الشرقية العربية، ولم يتأثر بالحضارة الغربية ولا بالمستشرقين، ولم يخدع بذلك كما حصل لبعض أقرانه آنذلك. كما تميز بسعة صدره وسلامة قلمه من المهاترات والاتهامات التي كان بعض من أعدائه يواجهه بها. وكان ينأى بنفسه عن أن ينزل إلى ذلك المستوى.

## مذهبه وعقيدته
نشأ على المذهب الفقهي الشافعي، وقد صرح بمذهبه في مواطن كثيرة، خاصة في أوقات محنته، وكثيرا ما كان يسأل عن مذهبه فيجيب بأنه تفقه على المذهب الشافعي ويتعبد الله عليه، وهو مع ميله للاجتهاد وذمه التقليد الأعمى في آخر حياته. قال الشيخ محمد بن سامي منياوي في رسالته «جهود ومنهج الشيخ جمال الدين القاسمي رحمه الله في الدعوة إلى الله تعالى» أن آراءه الفقهية كانت تميل إلى مذهب الشافعي، وأنه كان ينتصر لقول الشافعي إذا وافقه الدليل، ولذلك عده كل من ترجم له من فقهاء الشافعية، ونسبوه كعادة السلف إلى الشافعي. وأيضا قال الشيخ منياوي أنه غلب عليه في آخر حياته الاجتهاد في المسائل الفقهية، والنظر في الأدلة، وأنه كان يبني أقواله على ما يترجح له منها.
أما عقيدته فهي عقيدة أهل الآثر، كما هو واضح في مؤلفاته، ومن ذلك قوله في تفسيره: «وقوله تعالى: أَأَمِنْتُمْ مَنْ فِي السَّماءِ أَنْ يَخْسِفَ بِكُمُ الْأَرْضَ فَإِذا هِيَ تَمُورُ [الملك: 16] . وهو مذهب السلف قاطبة كما نقله الإمام الذهبيّ في كتاب (العلوّ). قال أبو الوليد بن رشد في (مناهج الأدلة): لم يزل أهل الشريعة من أول الأمر يثبتون لله سبحانه وتعالى جهة (الفوق) حتى نفتها المعتزلة، ثم تبعهم على نفيها متأخرو الأشاعرة كأبي المعالي ومن اقتدى بقوله- إلى أن قال: والشرائع كلها مبنية على أن الله في السماء، وأن منه تتنزل الملائكة بالوحي إلى النبيين، وأن من السموات نزلت الكتب وإليها كان الإسراء بالنبيّ صلّى الله عليه وسلم.» 

## وفاته
توفي القاسمي ودفن في دمشق عام ألف وثلاث مائة واثنين وثلاثين للهجرة. وقد رزق بثلاثة أبناء وأربعة بنات. ورثاه كثير من تلامذته وإخوانه: منهم رشيد رضا ومحمود الألوسي وأخوه صلاح الدين القاسمي وخير الدين الزركلي وجرجي الحداد وغيرهم.